# Filippo de Angelis
Filippo de Angelis (Ascoli Piceno, 16 aprile 1792 – Fermo, 8 luglio 1877) è stato un cardinale e arcivescovo cattolico italiano.

## Biografia
Era il figlio di Vincenzo, ricco possidente, e di Maria Alvitreti, discendente da illustre famiglia ascolana insignita del marchesato di Marino.
Fu dapprima vescovo titolare di Leuce, consacrato il 23 luglio 1826; dal giorno successivo fu inviato come vicario e visitatore apostolico a Forlì, al posto del vescovo Andrea Bratti, chiamato a Roma per difendersi da varie accuse.
Papa Gregorio XVI lo elevò al rango di cardinale nel concistoro dell'8 luglio 1839.
Arcivescovo metropolita di Fermo dal 1842, nel 1860 protestò formalmente contro l'annessione delle Marche al Regno unitario. Venne arrestato e tradotto a Torino, dove scontò sei anni di carcere coatto. Nella capitale sabauda conobbe don Giovanni Bosco. Rimesso in libertà, nel 1866 ritornò nell'arcidiocesi fermana.
Morì a Fermo l'8 luglio 1877 all'età di 85 anni. Il suo episcopato (35 anni) è stato il secondo più lungo di tutta la storia dell'arcidiocesi.

## Genealogia episcopale e successione apostolica
La genealogia episcopale è:
- Cardinale Scipione Rebiba
- Cardinale Giulio Antonio Santori
- Cardinale Girolamo Bernerio, O.P.
- Arcivescovo Galeazzo Sanvitale
- Cardinale Ludovico Ludovisi
- Cardinale Luigi Caetani
- Cardinale Ulderico Carpegna
- Cardinale Paluzzo Paluzzi Altieri degli Albertoni
- Papa Benedetto XIII
- Papa Benedetto XIV
- Papa Clemente XIII
- Cardinale Bernardino Giraud
- Cardinale Alessandro Mattei
- Cardinale Pietro Francesco Galleffi
- Cardinale Filippo de Angelis

La successione apostolica è:
- Vescovo Moritz-Fabian Roten (1830)
- Vescovo Johann Georg Bossi (1835)
- Vescovo Dominico Angelini (1839)
- Arcivescovo Marino Marini (1857)
- Vescovo Francesco Grassi Fonseca (1873)
- Cardinale Amilcare Malagola (1876)
- Vescovo Odoardo Agnelli (1876)